# Rafael Ramos (cyclisme)
Ne doit pas être confondu avec Rafael Ramos, joueur de football portugais
Pour les articles homonymes, voir Ramos.
Rafael Ramos Pérez, né le 29 octobre 1911 à Nerva et mort le 2 septembre 1985 à Carcassonne, est un coureur cycliste espagnol, naturalisé français après sa carrière sportive.
En 1936, il remporte une étape du Tour d'Espagne, qu'il finit à la sixième place au classement général.

## Palmarès
- 1936
  - 16e étape du Tour d'Espagne
  - Six Jours de Buenos Aires (avec Antonio Prior)[2]
  - 3e du Grand Prix d'Espéraza
  - 6e du Tour d'Espagne
- 1937
  - 3e étape b du Tour du Sud-Ouest
  - 2e du Tour du Doubs

## Résultats sur les grands tours

### Tour de France
2 participations 
- 1937 : abandon (11eb étape)
- 1938 : 19e

### Tour d'Espagne
1 participation 
- 1936 : 6e, vainqueur de la 16e étape